# Bispedømmet Havelberg
Bispedømmet Havelberg blev oprettet af den tyske kejser Otto 1. i 946. Bispedømmet blev ved sekularisering i 1571 af indlemmet i Kurfyrstendømmet Brandenburg.

## Historie
Kong Henrik Fuglefænger marcherede i 929 mod polabernes bosættelser øst for Elben og besejrede dem i et slag nær Lenzen. Efter at have indtaget den østlige flodbred, lod Henrik opføre en befæstning på en bakke ved bifloden Havel, nær dennes udmunding i Elben. Hans søn Otto I fortsatte ekspeditionerne og i 936/37 etablerede den saksiske østlige "mark" (Marca Geronis) i de erobrede områder. I 948 grundlagde han stifter i Havelberg og Brandenburg, i første omgang suffragans til ærkebiskopper i Mainz, fra 968 til det nyetablerede ærkebispedømmet Magdeburg. Som en del af den nordlige mark fra 968 blev Havelberg Stift besat af oprørende luticiske stammer under det store slaviske oprør i 983 og blot forblev et titulært stift.
Først i 1130 genbesatte kong Lothar III Tyskland på ny Havelberg; den østlige bred af Elben blev endeligt generobret af ascaniske markgreve Albrecht Bjørnen i 1136-1137. Dens første og mest berømte fyrstbiskop var den præmonstratensiske kannik Anselm af Havelberg, der allerede var blevet salvet i 1129 af Magdeburgs ærkebiskop Sankt Norbert. Anselm først tog sin plads ved Jerichow i 1144. Ved vendiske korstog i 1147 var han i stand til at stifte et katedralskapitel i Havelberg og begynde opbygningen af Havelberg katedralen, som blev indviet i 1170.
Bispedømmets og det sekulære område var allerede separeret i 1151. Men biskopperne afholdt ingen sekulære rettigheder i byen Havelberg selv, som blev forlenet til Brandenburgs markgrever. Et charter udstedt af kejser Frederik Barbarossa erklærede byen et biskoppeligt bopæl blev aldrig gennemført, og i de følgende århundreder, flyttede Havelbergs biskopper gradvist deres bopæl til deres Amt Wittstock omkring 50 km mod nordøst. I 1383 blev den hellige Wilsnacks blod en berømt pilgrimssted, mens Dietrich Man var biskop. Fra det 14. århundrede og fremefter, brugte Havelbergs biskopper også Plattenburg Slot som sommerbolig.
Efter langvarige skænderier med de mægtige brandenburgske kurfyrster gik det præmonstratensiske kapitel endelig med til at omdanne Havelberg til en kollegialkirke (stift). Fra 1514 og fremefter blev dekanerne for katedralen udpeget af markgreverne af Brandenburg. I løbet af den protestantiske reformation blev bispedømmet af Havelberg luthersk, og fra 1554 blev det administreret af Joachim Frederik af Hohenzollern, søn af kurfyrste Johan Georg af Brandenburg. Bispedømmet blev endelig sekulariseret og indarbejdet i Brandenburg i 1571. Dets annektering blev først fuldstændig, da Joachim Frederik efterfulgte sin far som Brandenburgs kurfyrste i 1598.

## Biskopper
| Navn                                                                      | Fra        | Til    |
| ------------------------------------------------------------------------- | ---------- | ------ |
| Udo                                                                       | 946        | 983    |
| Sede vacante                                                              | 983        | 991    |
| Hilderich                                                                 | 991        | 1008   |
| Erich                                                                     | 1008       | 1024 ? |
| Gottschalk                                                                | 1024 ?     | 1085   |
| Wichmann                                                                  | 1085       | 1089   |
| Hezilo                                                                    | inden 1096 | 1110 ? |
| Bernhard                                                                  | 1110 ?     | 1118   |
| Haimo                                                                     | 1118       | 1120   |
| Gumbert                                                                   | 1120       | 1125   |
| Anselm                                                                    | 1126       | 1155   |
| Walo                                                                      | 1155       | 1176   |
| Hugibert/Hubert                                                           | 1176       | 1191   |
| Helmbert                                                                  | 1191       | 1206   |
| Sibodo af Stendal                                                         | 1206       | 1219   |
| Wilhelm                                                                   | 1219       | 1244   |
| Heinrich I von der Schulenburg (eller muligvis von Kerkow)                | 1244       | 1270   |
| Heinrich II von Sternberg                                                 | 1270       | 1290   |
| Hermann of Brandenburg, søn af Markgreve Johan I                          | 1290       | 1291   |
| Johan I af Brandenburg, søn af Markgreve Johan II                         | 1291       | 1292   |
| Johan II                                                                  | 1292       | 1304   |
| Arnold (muligvis von Plötz)                                               | 1304       | 1312   |
| Rainer von Dequede                                                        | 1312       | 1319   |
| Heinrich III                                                              | 1319       | 1324   |
| Dietrich I Kothe                                                          | 1325       | 1341   |
| Burkhard I von Bardeleben                                                 | 1341       | 1348   |
| Burkhard II, greve af Lindow-Ruppin                                       | 1348       | 1370   |
| Dietrich Man                                                              | 1370       | 1385   |
| Johann III Wöplitz                                                        | 1385       | 1401   |
| Otto von Rohr I                                                           | 1401       | 1427   |
| Friedrich I Krüger                                                        | 1427       | 1427   |
| Johann IV von Beust                                                       | 1427       | 1427   |
| Konrad von Lintorf                                                        | 1427       | 1460   |
| Witticho Gans zu Putlitz                                                  | 1461       | 1487   |
| Busso I af Alvensleben                                                    | 1487       | 1493   |
| Otto II von Königsmarck                                                   | 1493       | 1501   |
| Johann von Schlabrendorf                                                  | 1501       | 1520   |
| Georg von Blumenthal                                                      | 1520       | 1521   |
| Hieronymus Schulz, tidligere Biskop af Brandenburg                        | 1520       | 1522   |
| Busso II af Alvensleben                                                   | 1522       | 1548   |
| Frederik II af Brandenburg (luthersk), søn af kurfyrste Joachim II Hector | 1548       | 1552   |
| Sede vacante                                                              | 1552       | 1554   |
| Joachim Frederik af Brandenburg (lutheraner)                              | 1552       | 1598   |